# Sosthene Moguenara
Sosthene Moguenara (eigentlich Sosthene-Taroum Moguenera; * 17. Oktober 1989 in Sarh, Tschad) ist eine deutsche Leichtathletin, die hauptsächlich im Weitsprung antritt.

## Sportliche Laufbahn
Durch die Bundesjugendspiele kam Moguenara in der Grundschule zum Sport. Zu Beginn ihrer Karriere war sie als Sprinterin erfolgreich. So wurde sie beispielsweise von 2006 bis 2008 dreimal in Folge deutsche Jugendmeisterin in der 4-mal-100-Meter-Staffel. Danach konzentrierte sie sich zunehmend auf den Weitsprung. 2008 gewann sie in dieser Disziplin den Titel bei den Deutschen Juniorenmeisterschaften.
Im Erwachsenenbereich machte sie erstmals 2009 auf sich aufmerksam, als sie mit einer Weite von 6,54 m überraschend bei den Deutschen Leichtathletik-Hallenmeisterschaften in Leipzig siegte. 2010 verteidigte sie in Karlsruhe ihren Titel und erfüllte dabei mit neuer persönlicher Bestleistung von 6,75 m die Qualifikationsnorm für die Hallenweltmeisterschaften in Doha. Dort verpasste sie jedoch den Finaleinzug. In der Freiluftsaison wurde sie bei den Deutschen Juniorenmeisterschaften Zweite im Weitsprung und siegte in der 4-mal-100-Meter-Staffel. Bei den Deutschen Meisterschaften in Braunschweig belegte sie im Weitsprung den neunten Platz und konnte sich so nicht für die Europameisterschaften in Barcelona qualifizieren. 
2011 wurde Moguenara erneut deutsche Junioren-Vizemeisterin im Weitsprung und gewann bei den U23-Europameisterschaften in Ostrava, wo sie ihre Freiluftbestleistung um neun Zentimeter auf 6,74 m steigerte, hinter Darja Klischina und Ivana Španović die Bronzemedaille. Ebenfalls den dritten Rang belegte sie eine Woche später bei den Deutschen Meisterschaften in Kassel. Am 13. August steigerte sie ihre persönliche Bestleistung in Mannheim auf 6,83 m und erfüllte damit die A-Norm des DLV für die Teilnahme an den Weltmeisterschaften in Daegu. Dort scheiterte sie jedoch mit nur 6,02 m bereits in der Qualifikation.
Die Qualifikation für die Olympischen Spiele 2012 in London erreichte sie im Mai 2012 in Wesel mit der Aufstellung einer neuen persönlichen Bestweite von 6,88 m. 
In der Qualifikation belegte sie mit 6,23 m den 21. Platz und verpasste damit die Finalteilnahme. Bei den Europameisterschaften 2012 in Helsinki erreichte sie den vierten Platz mit einer Weite von 6,66 m.
Im August 2013 stellte Moguenara in Weinheim eine neue persönliche Bestleistung mit 7,04 m auf. Bei den Weltmeisterschaften in Moskau wurde sie im Finale Zwölfte.
2014 siegte Moguenara bei den Deutschen Hallenmeisterschaften, konnte sich aber zwei Wochen später bei den Hallenweltmeisterschaften in Sopot nicht für das Finale qualifizieren. Im Freien gewann sie die Internationale Golden Roof Challenge in Innsbruck und wurde bei den Deutschen Meisterschaften in Ulm Zweite hinter der weitengleichen Melanie Bauschke. Bei den Europameisterschaften in Zürich belegte sie den neunten Platz. 2015 verteidigte sie bei den Deutschen Hallenmeisterschaften in Karlsruhe ihren Titel erfolgreich. Bei den Halleneuropameisterschaften in Prag gewann sie ihre erste Medaille bei einem internationalen Großereignis, als sie mit einer Saisonbestleistung von 6,83 m Silber holte.
2016 sprang Moguenara bei der Kurpfalz Gala in Weinheim 7,16 m und setzte sich damit an die Weltspitze. Bei den Olympischen Spielen in Rio de Janeiro belegte sie mit 6,61 m den 10. Platz.
2017 belegte sie bei den Deutschen Meisterschaften in Erfurt den vierten Platz.
2018 kam Moguenara bei den Deutschen Hallenmeisterschaften in Dortmund mit einer Weite von 6,29 m nur auf den 6. Platz. Eine Woche später beim Indoor Grand Prix Glasgow (Schottland) sprang Moguenara jedoch 6,83 m und wurde für die Hallenweltmeisterschaften  in Birmingham nachnominiert, wo sie die schon gezeigte Form bestätigte und mit gesprungenen 6,85 m die Bronzemedaille gewann.

## Vereinszugehörigkeiten
Sosthene Moguenara startete bis 2015 für den TV Wattenscheid 01 und wurde von André Ernst und Ulrich Knapp trainiert. Im Jahr 2016 startete sie für das LAZ Saarbrücken, und 2017 für den SV Saar 05 Saarbrücken. Zum 1. Januar 2018 kehrte sie wieder zum TV Wattenscheid 01 zurück. Ihr erster Verein war der TuS Helene Essen.

## Bestleistungen
- Weitsprung
  - Freiluft: 7,16 m (+ 1,6 m/s), 28. Mai 2016, Weinheim
  - Halle: 6,86 m, 11. Januar 2015, Saarbrücken

Mit 7,16 m erreichte sie nach Heike Drechsler, Malaika Mihambo und Helga Radtke die viertbeste Weite, die je eine deutsche Leichtathletin erzielte.

## Trivia
Als Neunjährige besuchte Moguenara die Schwester ihrer Mutter in Essen. Sie wurde später von ihrer mit einem Deutschen verheirateten Tante adoptiert.